# Johan August Hertz
Johan August Hertz, född 4 april 1852 i Söndrum i Hallands län, död 5 juni 1921 i Göteborg, var en svensk näringsidkare och medlem av Göteborgs stadsfullmäktige 1896-1912. Initiativtagare till Frihamnssällskapet i Göteborg. Hans namn lever vidare genom Hertziahuset vid Packhusplatsen i Göteborg, uppfört 1901.

## Biografi
Efter läroverksstudier i Halmstad anställdes Hertz på ett handelskontor i Göteborg 1869-1872. Han grundade och innehade grosshandelsfirman J. A. Hertz & Co. i Göteborg 1873-1907 och var verkställande direktör för J.A. Hertz AB samt för AB Göteborgs Arkader 1907-1921. 
Hertz blev ledamot av Göteborgs stadsfullmäktige den 22 maj 1896, av beredningen för anordnande av godsstationer inom staden 1903-1906, av beredningen för utvidgning och förbättring av stadens hamn samt plats för blivande frihamnsanläggning 1904-1914, av beredningen för upplåtelse av mark för beredande av egna hem åt mindre bemedlade samt för så kallade koloniträdgårdar 1905-1907, av beredningen för yttrande över förslag om tillsättande av ett arbetsutskott för frihamnsfrågan 1911-1912 och av arbetsutskottet för frihamnsfrågan 1913-1918. Med stor kraft verkade Hertz för att Göteborg skulle anlägga en frihamn och han tog initiativ till utredningar och bildandet av ett särskilt Frihamnssällskap.  

## Familj
Hertz var son till lantbrukaren Andreas Hertz och Kristina, född Jönsson. Han gifte sig den 14 december 1881 i Göteborg med Helma Davida Berg (1844-1913), dotter till vinhandlanden David Berg och Charlotta Kristma Petersson. Hans dotter Daga Schmidt (1888-1979), född Hertz var mor till teaterförläggaren Lars Schmidt.